# Activador enzimàtic

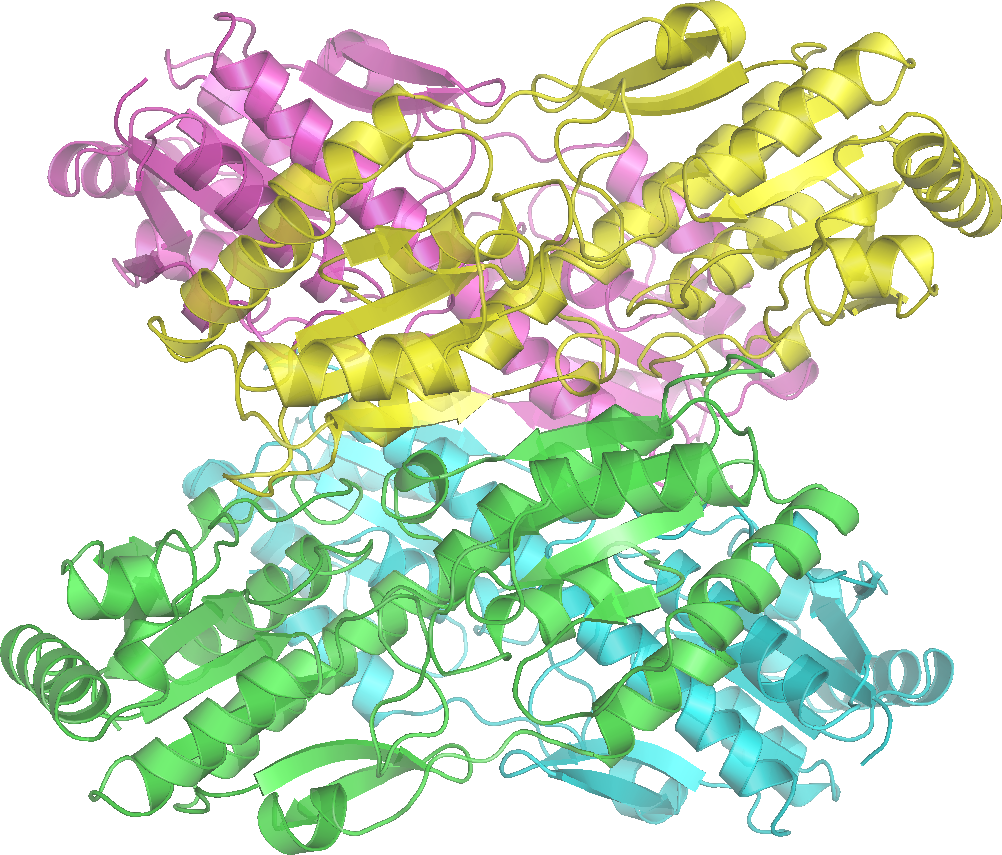
Fosfofructoquinasa del Bacillus stearothermophilus
.

Els activadors enzimàtics són molècules que s'enllacen amb enzims i n'incrementen la seva activitat. Aquestes molècules sovint estan involucrades en la regulació al·lostèrica dels enims en el control del metabolisme. En oposició als coenzims, els activadors enzimàtics són compostos inorgànics, mentre que tant els coenzims com els activadors són cofactors.
Un exemple d'activador enzimàtic és la fructosa 2,6-bisfosfat, que activa la fosfofructoquinasa 1 i incrementa la taxa de glicòlisi en resposta a l'hormona insulina.